# Зімбабве на літніх Олімпійських іграх 2012
Зімбабве на літніх Олімпійських іграх 2012 представляло 7 спортсменів у 4 видах спорту.

## Академічне веслування
Чоловіки
| Спортсмени              | Дисципліна | Відбіркові заїзди | Відбіркові заїзди | Втішний заїзд | Втішний заїзд | Чвертьфінали | Чвертьфінали | Півфінали | Півфінали | Фінал   | Фінал |
| Спортсмени              | Дисципліна | Час               | Місце             | Час           | Місце         | Час          | Місце        | Час       | Місце     | Час     | Місце |
| ----------------------- | ---------- | ----------------- | ----------------- | ------------- | ------------- | ------------ | ------------ | --------- | --------- | ------- | ----- |
| Джеймс Фрейзер-Маккензі | Одиночки   | 7:16.83           | 5                 | 7:19.85       | 4             | Н/Д          | Н/Д          | 7:33.81   | 3         | 7:46.49 | 30    |

Жінки
| Спортсмени       | Дисципліна | Відбіркові заїзди | Відбіркові заїзди | Втішний заїзд | Втішний заїзд | Чвертьфінали | Чвертьфінали | Півфінали | Півфінали | Фінал   | Фінал |
| Спортсмени       | Дисципліна | Час               | Місце             | Час           | Місце         | Час          | Місце        | Час       | Місце     | Час     | Місце |
| ---------------- | ---------- | ----------------- | ----------------- | ------------- | ------------- | ------------ | ------------ | --------- | --------- | ------- | ----- |
| Мішін Торнікрофт | Одиночки   | 7:47.10           | 3                 | Н/Д           | Н/Д           | 7:56.66      | 4            | 7:51.02   | 1         | 8:07.52 | 14    |